# Лоренц Прессен
Лоренц фон Прессен (нім. Lorenz von Pressen; пол. Wawrzyniec de Pressen) — військовий лікар, протомедик Галичини (1785—1805), декан медичного факультету (1788—1793), ректор Львівського університету в 1794—1795 і 1806—1807 роках.